# Manoir des Frères Tailleurs
Le château des frères Tailleurs est un manoir situé en région Occitanie sur la commune de Auzeville-Tolosane, dans le département français de la Haute-Garonne.

## Toponymie
La communauté de frères tailleurs qui acquit le château dans la moitié du XVIIIe siècle, lui donnèrent le nom de leur congrégation Les Frères Tailleurs.

## Histoire
Le château est construit au XVIIe siècle.
À la Révolution française il est vendu comme bien national.
Ses façades et toitures sont inscrites au titre des monuments historiques par arrêté du 17 décembre 1976.